# Mélodie du Sud
Vous lisez un « bon article » labellisé en 2010.  Il fait partie d'un « bon thème ».
Pour plus de détails, voir Fiche technique et Distribution.
Mélodie du Sud (Song of the South) est le 11e long-métrage d'animation des studios Disney, mélangeant animation et prises de vues réelles. Sorti en 1946, il est adapté des Contes de l'Oncle Rémus (Tales of Uncle Remus) de Joel Chandler Harris, parus entre 1880 et 1905.
Le film met en scène trois contes de Harris inclus dans une histoire dramatique se déroulant dans le vieux Sud américain avec d'anciens esclaves et leurs anciens maîtres dans une plantation de coton. Bien que l'histoire soit située après la Guerre de Sécession, les éléments à caractère racial sont fortement présents, par les paroles et les attitudes des personnages réels ou d'animation. Tout au long de la conception du film, dans les années 1940, puis après sa sortie, le film a fait l'objet d'une importante controverse aux États-Unis autour des images et propos raciaux qu'il véhicule.
Le film n'est plus ressorti au cinéma depuis les années 1980 et, malgré quelques rares sorties sur supports vidéo, il n'est plus disponible, et ce de manière officiellement intentionnelle pour des raisons éthiques.
Mélodie du Sud est l'une des rares productions Disney à n'avoir jamais connu de diffusion en DVD alors qu'un film jugé propagandiste tel que Victoire dans les airs (1943) est disponible dans la collection Walt Disney Treasures.

## Synopsis
Dans le sud des États-Unis, peu après la Guerre de Sécession, un jeune garçon de sept ans prénommé Jeannot s'enthousiasme d'aller, avec ses parents Jean Senior et Alice, dans ce qu'il croit être un lieu de vacances, la plantation de coton de sa grand-mère en Géorgie. À son arrivée, il apprend que ses parents se séparent et que son père, Jean Senior, doit retourner à Atlanta pour poursuivre son métier de journaliste, tandis qu'il doit rester avec sa mère et sa grand-mère. Ce départ perturbe le jeune Jeannot, qui décide de s'enfuir de la plantation, la nuit tombée, avec un simple baluchon. En chemin, il est attiré par la voix d'un vieil homme noir, « l'Oncle Rémus », qui narre les histoires d'un personnage nommé Monsieur Lapin.
Jeannot se cache derrière un arbre pour écouter le groupe de personnes rassemblées autour de l'Oncle Rémus. Mais les serviteurs de la maison sont envoyés à la recherche du jeune garçon et lorsqu'ils demandent à Rémus s'il l'a vu, ce dernier leur répond qu'il est avec lui ; rassurés ils retournent avertir Mademoiselle Alice. Rémus rejoint Jeannot qui pleure assis sur un tronc d'arbre, se lie d'amitié avec lui et lui propose un peu de nourriture pour son voyage. Rémus emmène Jeannot à sa cabane. Une fois arrivé, Rémus, tout en cuisinant, évoque Frère Lapin et Jeannot, attisé par la curiosité, lui demande plus de détails. Rémus lui raconte alors une histoire dans laquelle Frère Lapin fugue de chez lui. Après cette histoire, Jeannot prend la décision de rester et demande à Rémus de l'aider à rentrer auprès de sa mère.
Revenu auprès de sa famille, Jeannot se lie d'amitié avec Georges, un jeune Noir vivant à la plantation, et avec Ginette Favers, une jeune voisine pauvre et Blanche. Toutefois les deux frères aînés de Ginette, Joe et Jake (au physique proche de Monsieur Renard et Monsieur Ours), se montrent hostiles. Lorsque Ginette offre un chiot à Jeannot, les deux frères cherchent à le récupérer par la force pour le noyer et une bagarre éclate. Une fois les jeunes séparés, Mademoiselle Alice demande à Jeannot d'aller rendre le chiot, ce qui l'attriste.
Mais le jeune garçon s'enfuit et rejoint l'Oncle Rémus pour lui confier la garde du chiot. Ce dernier lui raconte alors l'histoire de Monsieur Lapin et du Bébé de goudron. Le conte met en avant le fait qu'il ne faut pas se mêler des choses qui ne nous regardent pas. Jeannot comprend alors l'allusion et reprend la méthode de la psychologie inversée utilisée par Monsieur Lapin à l'encontre de Monsieur Renard. Il laisse le chien à la garde de Rémus et retourne chez lui. En chemin, il croise les deux frères et le supplie de ne pas parler du chien à leur mère. Ne perdant pas une chance de jouer un mauvais tour, les deux frères parlent du chien et se voient punis d'une fessée pour s'être mêlé de ce qui ne les regarde pas. Enragés, les deux garçons cherchent à se venger et se rendent à la plantation. Ils racontent à Mademoiselle Alice, déjà en colère, que l'Oncle Rémus ne veut pas rendre le chien malgré ses ordres, alors qu'il n'en sait rien. Elle se rend donc à la cabane du vieil homme et lui ordonne de rendre le chien et de ne plus raconter d'histoire à Jeannot.
L'anniversaire de Jeannot approche et il demande à Ginette de venir à sa fête. La mère de la fillette lui confectionne une tenue à partir de sa robe de mariée. Sur le chemin de la fête, Joe et Jake se querellent à nouveau avec leur sœur qui tombe dans une mare boueuse. Avec sa robe sale et déchirée, Ginette refuse de participer à la fête et avec l'absence de son père, Jeannot est très triste ; les deux enfants restent alors loin de la maison. Oncle Rémus découvre les deux enfants et leur narre l'histoire du « petit coin de bonheur » de Monsieur Lapin. Il les emmène ensuite sur le chemin de la plantation.
Peu avant leur arrivée, ils rencontrent Mademoiselle Alice, inquiète de l'absence de son fils à sa fête d'anniversaire. Ginette raconte alors ce qui s'est passé et mentionne qu'Oncle Rémus leur a raconté une histoire. Cela énerve Alice qui avertit le vieux de ne plus approcher son fils. Attristé par l'incompréhension de ses bonnes intentions, Rémus fait ses bagages et part pour Atlanta. Le voyant au loin avec ses affaires, Jeannot court le rejoindre pour lui demander de rester. Pour aller plus vite, il coupe à travers un pâturage mais celui-ci est la résidence d'un taureau. Jeannot se fait attaquer et est sérieusement blessé par l'animal. Alors que le garçon est entre la vie et la mort, Jean Senior revient à la plantation et se réconcilie avec Alice. Jeannot demande à voir l'Oncle Rémus, qui, avec toute cette agitation, avait choisi de revenir. Le vieil homme raconte la suite de l'histoire de Monsieur Lapin et de son petit coin de bonheur ce qui provoque le rétablissement miraculeux de Jeannot.

## Fiche technique
- Titre original : Song of the South
- Titre français : Mélodie du Sud
- Réalisation : Harve Foster (prises de vues réelles) et Wilfred Jackson (séquences d'animation)
- Scénario : Dalton Reymond assisté de Morton Grant et Maurice Rapf (séquences réelles), William Bill Peed, Ralph Wright, Vernon Stallings (séquences d'animation) d'après Joel Chandler Harris
- Image : Gregg Toland (prises de vues réelles)
- Directeur de la photo : Perry Ferguson assisté de Elmer Plummer (prises de vues réelles)
- Montage : William Morgan (prises de vues réelles)
- Costumes : Mary Wills (prises de vues réelles)
- Procédé technique : Ub Iwerks (prises de vues réelles)
- Son : C. O. Slyfield (superviseur), Harold Steck et Fred Lau (enregistrement)
- Consultante Technicolor : Natalie Kalmus assistée de Mitchell Kovaleski
- Conception graphique (séquences d'animation) :
  - Direction artistique : Ken Anderson, assisté de Charles Philippi, Harold Doughty, Hugh Hennesy et Philip Barber
  - Stylisme décors et couleurs : Mary Blair et Claude Coats
  - Décors : Ralph Hulett, Brice Mack, Ray Huffine, Ed Starr et Al Dempster
- Animation :
  - Supervision : Eric Larson, Marc Davis, Milt Kahl, Ollie Johnston, John Lounsbery et Les Clark
  - Animateurs : Don Lusk, Harvey Toombs, Tom Massey, Hal King, Murray McClellan, Jack Campbell, Ken O'Brien, Cliff Nordberg, Rudy Larriva, Al Coe et Hal Ambro
  - Effets spéciaux : George Rowley, Josh Meador, Blaine Gibson et Brad Case
- Musique : Charles Wolcott (supervision et direction)
  - Compositeurs : Daniele Amfitheatrof (séquences réelles) et Paul J. Smith (séquences d'animation)
  - Arrangements vocaux : Ken Darby
  - Orchestrations : Edward H. Plumb
  - Chansons : Allie Wrubel, Ray Gilbert, Sam Coslow, Arthur Johnston (en), Johnny Lange (en), Hy Heath (en), Eliot Daniel, Robert McGimsey et Foster Carling
- Producteur délégué : Perce Pearce
- Production : Walt Disney Pictures
- Distribution : RKO Radio Pictures
- Budget : 2,2 million USD
- Langue : Anglais
- Format : Couleurs - 1,37:1 - Mono (RCA Sound System)
- Durée : 94 minutes
- Dates de sortie : 
  - États-Unis : 12 novembre 1946
  - France : 14 décembre 1949

Sauf mention contraire, les informations proviennent de : Leonard Maltin, John Grant

### Sorties cinéma
Sauf mention contraire, les informations suivantes sont issues de l'Internet Movie Database.
- États-Unis : 12 novembre 1946 première mondiale au Loew's Grand d'Atlanta[4]
  - Ressortie : 1956, 1972, 8 octobre 1980, 21 novembre 1986
- Argentine : 19 décembre 1946
- Australie : 3 juillet 1947, 6 mai 1983 (ressortie)
- Mexique : 11 novembre 1947
- Suède : 23 février 1948
- France : 14 décembre 1949
- Pays-Bas : 26 janvier 1950
- Italie : 23 mars 1950
- Philippines : 8 février 1951 (Davao)
- Hong Kong : 29 mars 1951
- Japon : 12 octobre 1951
- Autriche : 12 août 1952
- Espagne : 9 avril 1955
- Allemagne de l'Ouest : 12 mars 1982
- Finlande : 29 août 1995

### Affiche
- Boris Grinsson (France)

### Sorties vidéo
- Années 1980 - VHS
- Entre 1985 et 1990 - LaserDisc en Asie
- 1991 - VHS avec 1er doublage

### Titre en différentes langues
- Allemand : Onkel Remus' Wunderland (« Le Pays merveilleux de l'oncle Rémus »)
- Anglais : Song of the South
- Espagnol : La Canción del sur
- Espéranto : Kanto de la Sudo
- Hébreu : שירת הדרום, Shirat hadarom (« La chanson du sud »)
- Italien : I Racconti dello zio Tom (« Les Histoires de l'oncle Tom »)
- Japonais : 南部の唄, Nanbu no Uta (« La chanson du sud »)
- Néerlandais : Melodie van het Zuiden
- Portugais : A Canção do Sul
- Suédois : Sången om Södern

## Distribution et voix originales
Légende : Doublage original (1949) ; Doublage des scènes supplémentaires (1991)
- James Baskett (VF : Habib Benglia + Robert Liensol) : Uncle Remus (Oncle Rémus en VF) / (VF : Camille Guérini) Br'er Fox (Frère Renard / Monsieur Renard en VF) (également VO de Br'er Rabbit / Frère Lapin dans le segment du « Coin de Bonheur ») (voix)
- Bobby Driscoll : John Junior dit "Johnny" (Jean Junior dit « Jeannot » en VF)
- Luana Patten (VF : Mireille Gervais + Barbara Tissier) : Ginny Favers (Ginette en VF)
- Glenn Leedy (VF : René Bériard) : Toby (Georges en VF)
- Ruth Warrick (VF : Marie Servane + Arlette Thomas) : Sally, la mère de John (Jean) (Alice en VF)
- Lucile Watson (VF : Olga Nilza) : Grandmother (Grand-mère en VF), la mère de Sally
- Hattie McDaniel (VF : Maya Noël) : Aunt Tempy (Tante Sophie en VF)
- Eric Rolf : John Senior, le père de John Junior (Jean Junior) (Jean Senior en VF)
- Mary Field : Mrs. Mandy Favers, la mère de Ginny, Jake et Joe
- Olivier Urbain : Mr. Rodney Favers, le père de Ginny, Jake et Joe (non crédité)
- Anita Brown : Maid (La Bonne en VF)
- George Nokes : Jake Favers
- Gene Holland : Joe Favers
- Nick Stewart (VF : Jo Charrier) : Br'er Bear (Frère Ours / Monsieur Ours en VF) (voix)
- Johnny Lee (VF : Zappy Max) : Br'er Rabbit (Frère Lapin / Monsieur Lapin en VF) (voix)
- The DeCastro Sisters : Bird voices (voix des oiseaux)
- Roy Glenn (VF : Jo Charrier) : Br'er Frog (Frère Grenouille / Monsieur Grenouille en VF) (voix) (non crédité)
- Clarence Nash : Bluebird (Oiseau Bleu en VF) (voix) (non crédité)
- Helen Crozier : Mother Possum (Mère opossum en VF) (voix) (non créditée)

### Doublage français
Transposition française réalisée par RKO RADIO FILMS S.A. Sous la direction de L&M. KIKOIN aux Studios de Post Synchronisation de C.T.M. GENNEVILLIERS - 1947
- Chef opérateur de son : Georges Boutiron.
- Directeur des Chansons : Georges Tzipine
- Adaptation Française : Louis Sauvat
- Réalisation : Daniel Gilbert
- Supervision : Victor Szwarc

## Origine et production
Walt Disney souhaitait adapter le livre d'histoire de l'Oncle Rémus, écrit par Joel Chandler Harris depuis plusieurs années, qu'il appréciait depuis son enfance mais il était en partie confronté à un problème de fidélité envers l'œuvre dû à la présence de personnages réels : « J'ai toujours senti que l'Oncle Rémus devait être joué par un acteur vivant, de même que les jeunes enfants auxquels le vieux philosophe nègre Harris raconte ses vibrantes histoires du Briar Patch. »
Walt a l'idée, partiellement sous-tendue par des raisons économiques, de combiner deux mondes distincts : un réel, usant du mélodramatique, et un de fiction basé sur l'animation,. Michael Barrier mentionne deux documents de travail préliminaires au film datés d'avril 1938, qu'il nomme « Rapport de recherche ».
L'œuvre d'Harris comporte quelques spécificités. Br’er, abréviation de brother (« frère »), et Sis’, abréviation de sister (« sœur ») en argot noir américain, est le nom générique de tous les personnages des Contes de Harris. Il est suivi de leur race, dont le genre ne correspond pas toujours au français. On trouve ainsi, entre autres, Br’er Terrapin (« Frère Tortue », alias Lambin), Br’er Badger (« Frère Blaireau »), Br’er Buzzard (« Frère Vautour »), Br’er Coon (« Frère Raton laveur »), Br’er Dove (« Frère Colombe »), Br’er Owl (« Frère Hibou »), Br’er Groundhog (« Frère Marmotte »), Br’er Lyre Bird (« Frère Oiseau-lyre »), Br’er Mole (« Frère Taupe »), Br’er Possum (« Frère Opossum »), Br’er Wolf (« Frère Loup »)... et leurs compagnes Sis’ Goose (« Sœur Oie »), Sis’ Muskrat (« Sœur Rat Musqué »), Sis’ Owl (« Sœur Chouette »), etc. Par la suite, ces mots jugés discriminants furent remplacés par Mr. (« Monsieur ») et Mrs. (« Madame »).

### Début du projet
Walt Disney entame des négociations avec la famille de Harris pour adapter l'œuvre vers 1939 et dès la fin de l'été, une équipe de scénaristes du studio entament l'écriture d'une version résumée des histoires représentant déjà quatre planches de storyboards. La famille recevra la somme, modique même pour les années 1940, de 10 000 dollars pour les droits d'adaptation cinématographique.
En novembre 1940 sur le chemin l'amenant à New York pour la première de Fantasia, Disney se rend à Atlanta et rencontre les Harris dans leur maison. Il déclare au magazine Variety qu'il « souhaite avoir une impression authentique du pays d'Oncle Rémus afin d'offrir un travail aussi respectueux que possible. » Roy Oliver Disney, frère de Walt et directeur financier du studio, ne croit pas dans ce projet, doutant que le film ait assez de calibre et d'attrait naturel pour garantir des revenus après un budget de plus d'un million d'USD et plus de 25 minutes d'animation.
Les problèmes financiers du studio pendant la Seconde Guerre mondiale ralentissent encore plus le projet. Heureusement Disney parvient à générer quelques revenus avec les compilations de courts métrages mêlant partiellement animation et prises de vues réelles, tel que Saludos Amigos (1942) puis Les Trois Caballeros (1944). Avec le succès de Saludos Amigos, le studio relance quelques projets. Ce n'est qu'à la fin de la production de Victoire dans les airs (sorti en juillet 1943) que Walt Disney se libère pour celui des Contes de l'Oncle Rémus. Ce projet est alors le plus ambitieux du studio. Selon Lillian Disney, Walt aurait aussi éprouvé une certaine lassitude envers les courts métrages d'animation et voulait faire quelque chose de neuf.
La production débute sous le nom d'Oncle Rémus,. Ce ne sera qu'en mai 1944 (d'après Cohen) ou en juin 1946 (Gabler) qu'il prendra le nom de Mélodie du Sud, au grand regret de la famille Harris.

### Difficultés avec le scénario

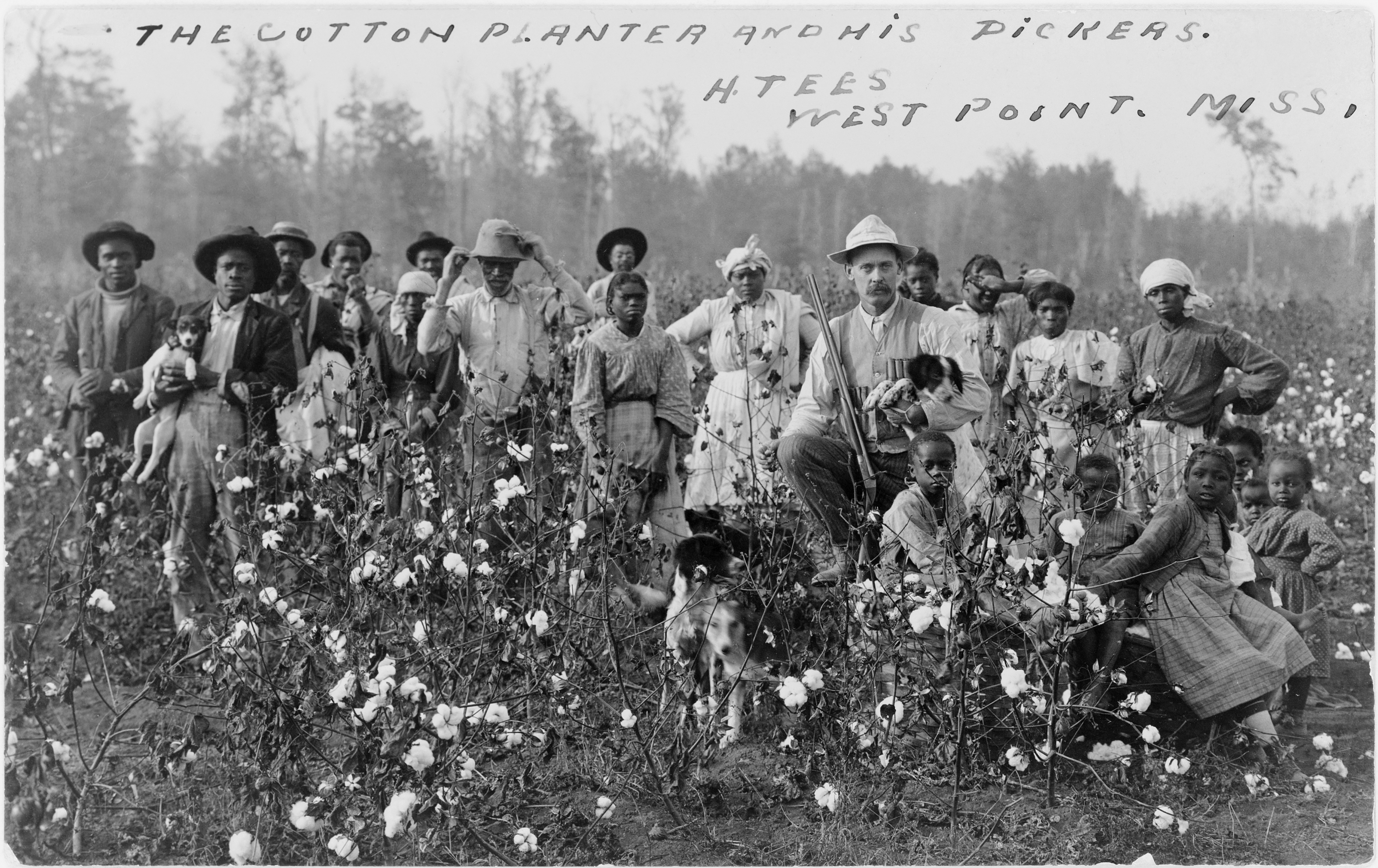
Plantation de coton dans le Mississippi (vers 1908).

Karl F Cohen évoque trois mémos envoyés par le comité du Motion Picture Production Code au studio Disney à propos de « problèmes noirs » au sein du film Mélodie du Sud. Le premier daté du 31 juillet 1941 demande, entre autres points, le remplacement de certains phrasés et expressions trop assimilables à l'argot afro-américain ou aux esclavagistes tels que « Marse Jawn » (Mister John) ou « Old Darkie » (Vieux noir). Une autre recommandation porte sur une meilleure précision de la période d'action du film, à savoir les années 1870. Un second mémo a été envoyé le lendemain du premier et recommande la consultation de spécialistes afro-américains. Parmi les suggestions, le studio en suit quelques-unes.
En juin 1944, Walt engage l'auteur Dalton Reymond, né dans le sud américain afin de réécrire le scénario, et rencontre à plusieurs reprises King Vidor, réalisateur intéressé par le tournage des scènes en prises de vue réelles. Reymond, né en Louisiane, est régulièrement depuis 1936 un conseiller technique et dialoguiste sur de nombreuses productions ayant pour thème le sud américain. Son but est de créer une histoire qui serve de pont entre les leçons en séquences animées.
Mais comme Reymond n'est pas un scénariste professionnel, la société Disney demande à Maurice Rapf de l'assister pour réduire le script à celui d'une histoire pouvant être filmée. D'après Neal Gabler et Koenig, une autre raison de la présence de Rapf était liée à une peur de Disney concernant le penchant trop « blanc du sud » de Reymond (en faveur des États confédérés d'Amérique), avec l'optique de nuancer les propos de Reymond,. « Rapf était une minorité, un juif et un militant de gauche ayant peur que le film soit trop oncle Tomisé ». Walt Disney aurait déclaré à Rapf « C'est exactement à cause de cela que je veux que vous travailliez là-dessus, parce que je sais que vous ne souhaitez pas que je fasse ce film. Vous êtes contre l'oncle tomisation, vous êtes un radical. » D'après Barrier, la majorité du travail d'écriture du scénario a eu lieu au milieu de l'année 1944.
Rapf hésite pour plusieurs raisons : l'une est qu'il doit intégrer l'United States Navy six semaines plus tard, une seconde qu'il ne veut pas être associé comme auteur d'une quelconque production soupçonnable de racisme et une troisième, que le métier de scénariste de dessin animé n'est pas bien vu pour ses souhaits de carrière. Il accepte l'offre quand il découvre que la majorité du film est en prise de vue réelle et qu'il peut donc faire de nombreux changements. Les deux auteurs achèvent un scénario à la fin de l'été 1944 tandis que le studio officialise le projet mais un problème survient : des membres de la communauté noire protestent que n'importe quelle version des histoires de l'Oncle Rémus dresserait un portrait servile et négatif de l'Afro-américain. D'après Koenig, les membres du comité du Motion Picture Production Code ont averti Disney que certaines personnes religieuses pourraient être choquées par des expressions blasphématoires et ont suggéré de demander l'aide de membres influents de la communauté noire.
Malgré une certaine absence d'opinion envers la cause noire ou le racisme, Walt Disney étant pour Gabler « insensible aux problèmes raciaux », il apprécie la richesse scénaristique des contes de l'Oncle Rémus. C'est plutôt du côté du reste de sa société que le problème est pris à bras le corps. L'artiste Mary Blair est envoyée à Atlanta pour effectuer des recherches artistiques et historiques auprès d'un artiste local reconnu. Le publicitaire Vern Caldwell écrit au producteur Perce Pearce (délégué sur le film), alors que le scénario était en cours d'écriture : « la situation des noirs est dangereuse. » Roy, le frère de Walt, demanda au distributeur RKO Pictures de faire une étude sur les films afro-américains tandis que Walt demande au publicitaire Bill Kupper de se renseigner sur l'expérience de Symphonie magique, film édité l'année précédente par le studio 20th Century Fox.
Selon Cohen, Rapf aide à la réécriture du scénario depuis environ sept semaines quand il se querelle avec Reymond et doit quitter le projet. Ils auraient toutefois écrit un scénario d'environ 65 pages regroupant trois contes de Harris avec Frère Lapin comme héros,. D'après Koenig, leur dispute, d'abord axée sur le scénario, s'aggrave quand Rapf a appris que Reymond, marié et plus âgé, utilise le nom de Rapf pour faire la cour à une jeune employée du service du courrier du studio.
D'après Rapf, « Disney achevait chaque réunion par un "Bon, je pense que nous l'avons bien lissé maintenant". Il ne vous rappelait que le lendemain matin pour vous annoncer "J'ai une nouvelle idée" et en avait une. Parfois les idées étaient bonnes, parfois extraordinaires mais vous ne pouviez jamais le satisfaire. » Disney décide de transférer Rapf sur le scénario du film Cendrillon (1950),.
Disney remplace alors Rapf par Morton Grant, scénariste plutôt spécialisé dans les séries B de Western (pour Warner Bros.) et envoie le nouveau script pour être commenté à la fois au sein et en dehors du studio. Parmi les destinataires, Gabler cite les producteurs Sol Lesser et Walter Wagner, le financier Jonathan Bell Lovelace (membre du directoire de Disney) et Ward Greene (directeur de King Features Syndicates). Walt demande aussi les remarques de personnalités afro-américaines telles que l'actrice Hattie McDaniel, engagée pour un rôle dans le film, Walter White le secrétaire de la National Association for the Advancement of Colored People (NAACP). Ce dernier décline l'invitation à venir au studio, l'association ne comptant pas de représentant sur la côte Ouest et lui-même ne pouvant venir qu'en novembre mais comme correspondant de guerre. Le magazine Ebony mentionne « l'assistance ratée pour dépeindre les noirs à l'écran » de membres de la NAACP à Hollywood lors de l'écriture du scénario.
Le nouveau duo reprend finalement de nombreux éléments écrits par Rapf mais supprime les trop nombreux personnages devenus blancs par peur du racisme, et le final se fait de manière plus simple,, Cohen précisant que Walt Disney aurait été le maître d'œuvre de ces changements. Dans le scénario de Rapf, :
Oncle Rémus quitte la plantation poursuivi par le jeune Johnny mais le père reste sans bouger. Johnny est blessé par un taureau, son père vient à son secours mais le jeune enfant reste dans le coma. Ce n'est qu'avec une histoire de l'oncle Rémus à propos de Frère Lapin blessé mais indemne, que l'enfant retrouve la vie.

### Le premier film Disney avec acteur
Ce film est le premier de Disney à utiliser autant le cinéma en prise de vue réelle. Disney avait déjà utilisé les prises de vue réelles que ce soit pour les Alice Comedies (1922-1926), Fantasia (1940) ou les deux compilations Saludos Amigos (1942) et Les Trois Caballeros (1944). Selon Maltin, la première tentative de Disney de baser un film sur la prise de vue réelle et non l'animation est Le Dragon récalcitrant sorti en 1941. C'est un documentaire où l'essentiel de l'action concerne des acteurs ou des employés du studio Disney « pris sur le vif », l'animation n'étant reléguée qu'à quelques courtes séquences. On peut aussi citer le documentaire Victoire dans les airs (1943). Dave Smith synthétise en considérant le film comme la première tentative des studios Disney dans les longs métrages en prises de vue réelles.
Ces films, et plus particulièrement Les Trois Caballeros, ont servi de tests pour vérifier les interactions entre animation et acteurs réels et aussi l'engouement du public. Comme le déclara Walt (à la sortie du film) : « Il y a plusieurs mois nous avons franchi le pas pour l'Oncle Rémus et nous nous sommes lancés dans l'une de nos plus incroyables aventures mais aussi l'une des plus agréables ». Il confirma ce choix ainsi : « Dans ce cas, une troupe d'acteurs était absolument nécessaire pour obtenir la totalité de l'impact émotionnel et les légendaires valeurs de divertissement. » Mais pour Finch Mélodie du Sud marque la véritable incursion du studio dans le cinéma en prise de vue réelle en raison de l'utilisation d'acteurs professionnel pour jouer des rôles dans une fiction.
Toutefois John Grant évoque la possibilité que la réelle motivation était financière. Les scènes avec acteurs sont moins chères à réaliser que l'animation et les séquences en animation sont aisément intégrables au reste du film grâce aux talents d'ingénieurs d'effets spéciaux tel Ub Iwerks. Mélodie du Sud et par la suite Danny, le petit mouton noir (1949) ont « permis [au studio] de réaliser des économies tout en conservant la pratique de l'excellence. » Mais Koenig note qu'à l'époque les films en couleur étaient l'exception, bien que Disney eût un avantage car tous ses longs métrages sont en couleur. C'est le 13 décembre 1944 que le comité du Motion Picture Production Code envoie son troisième mémo au studio, validant le dernier scénario tout en rappelant que le sujet est sensible et devrait être revu par d'autres spécialistes.

#### Le tournage
Au début de la production, Disney demande à Henry C. Potter, ayant réalisé les scènes en prises de vue réelle de Victoire dans les airs, de faire de même sur Mélodie du Sud. Mais il est remercié avant le début du tournage et remplacé par Harve Foster, car selon Hedda Hopper, Walt et Potter ne se supportaient plus. L'ordre de production est le suivant : d'abord les prises de vue réelles puis l'animation ajoutée par-dessus. Durant la création du scénario, la position de chaque caméra est mentionnée sur les storyboards.
Les premières scènes en prise de vue réelle de Mélodie du Sud sont tournées à partir de décembre 1944 dans la ville de Phoenix (Arizona) dans une reconstitution d'une plantation de coton. C'est ce que Walt appelle les « prises atmosphères ».
Walt Disney doit poursuivre les productions de courts métrages d'animation pour le gouvernement mais reprend le tournage à Phoenix en février et à nouveau en mars 1945. De retour à Hollywood, les autres scènes sont tournées au Samuel Goldwyn Studio.

#### Les acteurs
Maltin indique que ce premier plongeon en profondeur dans le long métrage en prise de vue réelle est l'occasion pour Disney de signer ses premiers acteurs sous contrats. À ce titre, Bobby Driscoll et Luana Patten, deux enfants stars, furent les deux premiers acteurs sous contrats avec les studios Disney,, en faisant exception des quatre actrices ayant incarné Alice dans les courts métrages Alice Comedies réalisés dans les années 1920. Driscoll et Pattern, très jeunes à l'époque mais talentueux, ont par la suite eu une carrière au sein du studio. James Baskett avait un rôle de personnage récurrent dans l'émission radiophonique Amos 'n' Andy, celui de l'avocat Gabby Gibson, de 1944 à 1948. Deux autres acteurs de cette série ont participé au film, Johnny Lee (Calhoun dans Amos 'n' Andy, Br'er Rabbit dans Mélodie du Sud) et Horace Stewart (Lightnin', Br'er Bear).
Hattie McDaniel, qui joue la tante Tempy, fut la première comédienne afro-américaine à recevoir un Oscar, distinguant le meilleur second rôle féminin, pour son interprétation de Mammy dans Autant en emporte le vent (1938).

### L'animation
Le travail des animateurs débute en octobre 1944 et se fait d'après Wilfred Jackson sous une surveillance accrue de la part de Walt Disney par rapport aux productions précédentes. Selon Jackson, Walt était plus disponible pour des réunions, il venait plus souvent de lui-même voir comment cela se passait et il offrait plus de chances à la nouveauté au lieu d'attendre une réunion pour lui présenter les créations.
Le film comprend trois principales séquences d'animation, soit un total de 25 minutes, ayant chacune au moins une chanson :
- la première scène, Brer Rabbit Runs Away dure 8 minutes et comprend le thème principal Zip-a-Dee-Doo-Dah ;
- la seconde The Tar Baby dure 12 minutes mais est interrompue par une très courte scène avec acteur, elle comprend la chanson How Do You Do? ;
- la troisième Brer Rabbit's Laughing Place dure environ 5 minutes, ne débute pas avec l'Oncle Rémus et comprend la chanson Everybody's Got a Laughing Place.

Pour Elizabeth Bell, Lynda Haas et Laura Sells, cette prédominance de la musique est une méthode pour raconter de manière non visuelle des histoires parfois complexes, technique réutilisée par la suite dans plusieurs productions Disney telle Le Livre de la jungle (1967) où Baloo inculque à Mowgli ses préceptes dans la vie.
Techniquement alors que dans les films précédents les animateurs et leurs assistants se répartissaient les personnages au sein des séquences d'animation, il s'avère que dans Mélodie du Sud, plusieurs animateurs ont traité de larges portions d'animation dans leur totalité. Pour Frank Thomas et Ollie Johnston, cette méthode a permis une meilleure interaction des personnages principaux par des réactions instantanées. De plus, le studio a fait en sorte que les animaux ne soient pas bloqués dans leurs mouvements par les limitations de leur corps animal surtout que l'histoire parodie les activités humaines. Un mémo du 20 août 1946 envoyé par John Reeder (directeur général) à Roy O. Disney, nous informe que les productions du studio sont suspendues sauf Mélodie du Sud, Coquin de printemps, Mélodie cocktail et Danny, le petit mouton noir.
C'est durant la production de Mélodie du Sud que Ken Anderson et Wilfred Jackson ont développé les storyboards miniatures, réalisés en direct durant les sessions de conception qui servent par la suite au layout.
Les dernières minutes du film contiennent un mélange d'animation et de prise de vue réelle lorsque les personnages fictifs animés rencontrent le monde réel, tandis que dans les dernières secondes, le monde réel se transforme avec le soleil couchant en monde d'animation. Seules cinq minutes du film ne comportent aucun accompagnement musical. L'intégration des personnages à la scène en prise de vue réelle est à nouveau l'œuvre des techniques perfectionnées par Ub Iwerks, considérées par John Grant comme ayant atteint un sommet avec ce film.

### Les personnages
David Koenig note que l'éloignement entre le film et les Contes de l'Oncle Rémus de Harris est principalement dû aux personnages. John Grant détaille les personnages Disney et indique que la principale différence avec l'œuvre de Harris est le développement psychologique des personnages, surtout Frère Lapin et Frère Renard.

#### L'origine des personnages chez Harris
Chez Harris, les animaux sont nombreux dans les 185 histoires et on y retrouve, en plus de ceux rencontrés dans le film, un Frère Lion, un Frère Loup ou Frère Raton-Laveur. Cohen précise qu'en raison de leurs parlers, les personnages de Harris sont vraisemblablement des Afro-américains, ce que confirme le choix de Disney de prendre James Baskett pour Frère Renard, Johnny Lee pour Frère Lapin et Horace Stewart pour Frère Ours.
Le plus récurrent est Frère Lapin qui apparaît dans trois-quarts des histoires mais il diffère avec le personnage de Disney par le fait qu'il a souvent un rôle de chenapan. L'apparition du « petit coin de bonheur » (laughing place) est une invention de Frère Lapin pour rouler Frère Renard :

« Lors d'une compétition entre les quadrupèdes pour savoir celui qui riait le plus fort, Lapin se vante de rire le plus fort car il a un petit coin de bonheur qu'il montrera à chacun un par un. Le premier est Renard mais une fois sur place il n'y a rien et Lapin s'est enfui. En le poursuivant, Renard se coince la tête dans un arbre creux servant de nid de frelons. Riant de la situation, Lapin explique que Renard n'a pas ri car c'était son petit coin de bonheur à lui. »

Le personnage du Bébé Goudron est lui un piège conçu par Frère Renard pour engluer un animal qui viendrait à son secours. Celui de l'Oncle Rémus a aussi subi un changement dans le scénario de Rapf : il n'est plus esclave mais un homme noir employé dans une plantation dont les propriétaires, le père et la mère, sont sans argent et c'est pour cette raison que le père s'éloigne de la maison contraint par son métier de journaliste, Rapf faisant un parallèle avec la vie réelle de Harris. Le père prononce même les propos suivants : « Nous ne pouvons pas payer ces gens. Ce ne sont pas des esclaves. » De plus, l'action se situe durant la période de la Reconstruction, après la Guerre de Sécession.

#### Les versions Disney
Frère Lapin est le plus intelligent, capable de se sortir des pièges mais en plus d'en sortir le premier. L'aspect du personnage, de par son dessin, le rend plus petit que les deux autres personnages principaux, Frère Renard et Frère Ours, mais aussi beaucoup plus mignon. Il possède de grands pieds, un regard vif et joyeux - « l'image idéale d'une peluche pour enfant » - des oreilles baissées mais alerte, un nez rouge, deux grandes dents espacées, une queue « impertinente » blanche, ainsi qu'un pantalon bleu et une chemisette rose.
Frère Renard est lui aussi très intelligent mais il possède un caractère empreint de cruauté, son intelligence servant à mieux surprendre ses victimes. Il est aussi le personnage le plus déjanté du trio vedette par son comportement et son langage. Parmi les rares personnages de renard méchant créés par le studio Disney, il est selon Grant le plus réussi, ses congénères réellement mauvais sont Foxey Loxey dans Petit Poulet (Chicken Little, 1943) et Grand Coquin dans Pinocchio (1940). Sa voix est fournie par James Baskett, qui interprète l'Oncle Rémus. Elle est très rapide, vive et flamboyante, ce qui lui donne un trait de caractère beaucoup plus énergique que sont en réalité ses mouvements. Ce personnage, par sa nature de renard, a posé un problème aux animateurs de Disney à cause de la couleur brune de sa fourrure, qui est dans l'inconscient collectif une couleur chaude et donc induit de manière subliminale un sentiment de bonté et de générosité. Pour éviter cela, les animateurs ont pris la décision de vêtir Frère Renard le plus possible, ajoutant du vert brun et en remplaçant la couleur de sa truffe par du noir.
Alors que Frère Lapin et Frère Renard ont des grands yeux synonymes d'intelligence, Frère Ours possède de son côté des yeux proportionnellement plus petits et, associé au fait que son comparse est Frère Renard, il semble plus stupide. Pour Grant, plusieurs éléments s'associent pour que le public le trouve benêt, dont sa voix absurde prêtée par Nick Stewart, son énorme nez avancé et sa dent solitaire sur sa mâchoire inférieure. À l'opposé des autres ursidés de Disney (dont Baloo), Frère Ours donne de nombreux signes de méchanceté dont celui de vouloir manger Frère Lapin mais avec moins de subtilité que son comparse Frère Renard. Pour Grant son absence de bonté découle plus d'une l'absence d'imagination que d'une réelle cruauté.
Pour Grant, il est difficile de comprendre la persistance de l'alliance entre Frère Renard et Frère Ours, en l'absence d'un quelconque profit généré par leur association. Il existe d'autres personnages animés dans le film. Grant cite Frère Grenouille, Frère Opossum et Frère Poisson qui apparaissent au côté de Frère Lapin le matin avant sa rencontre avec le Bébé Goudron, ainsi que M. Oiseaubleu agissant souvent comme un lien entre l'animation et la réalité. L'aspect graphique de Frère Grenouille est à rapprocher de Crapaud Baron Têtard, héros de La Mare aux grenouilles (1949), alors en développement.

### Bande originale
- Chanson du sud (Song of the South) - Chœurs
- Zip-a-Dee-Doo-Dah - Oncle Rémus
- Chacun de nous a son p'tit coin de bonheur (Ev'rybody's Got a Laughing Place) - Frère Lapin
- Comment ça va ? (How Do You Do?)
- Uncle Remus Said
- Sooner or Later - Tante Tempy
- Who Wants to Live Like That?
- Let the Rain Pour Down
- All I Want

## Sortie et accueil
Une fois la production achevée, un budget du film avoisine celui des premiers longs métrages du studio avec ses 2,2 millions d'USD.

### Une machine commerciale

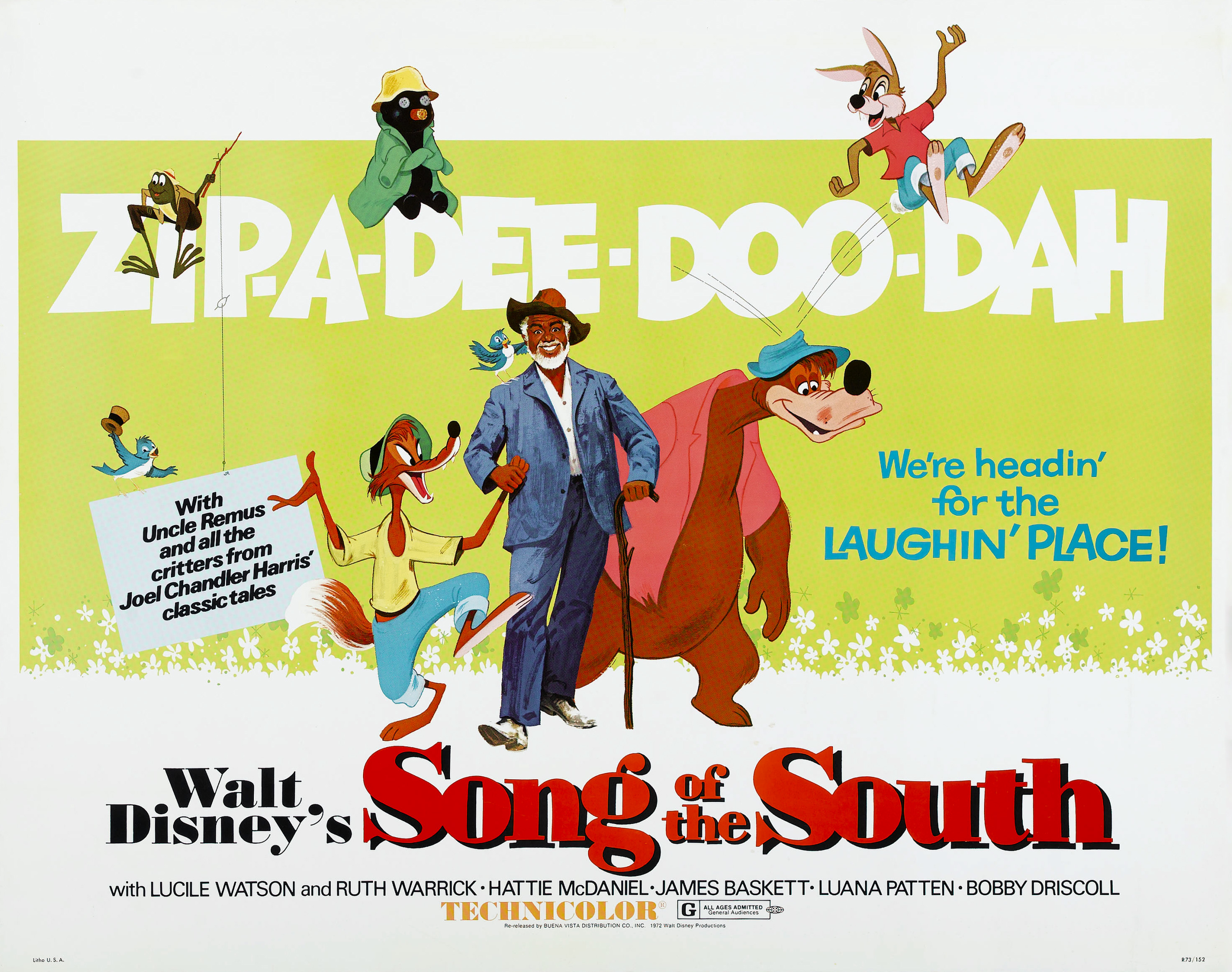
Encart publicitaire pour le film

À l'instar de Blanche-Neige et les Sept Nains (1937), une bande dessinée a été publiée avant la sortie du film sous la forme d'un strip dominical intitulé Uncle Remus & His Tales of Brer Rabbit édité par King Features à partir du 14 octobre 1945. Toutefois ce strip ne se restreint pas au scénario du film et reprend en partie les histoires développées par Harris, il a donc été poursuivi après sa sortie. La série basée sur Bibi Lapin a servi de support à de nombreuses histoires autres que celles de Harris dont certaines empruntes de légendes existantes, d'autres entièrement nouvelles jusqu'à son arrêt le 31 décembre 1972. Une partie du support promotionnel a été réalisée par Milton Quon alors responsable du service publicité.
À partir de fin 1946, les histoires de Frère Lapin ont aussi fait l'objet de comics produits à la fois par des éditeurs américains comme Western Publishing ou européen comme Egmont et qui font encore l'objet de nouvelles histoires en 2009. Une étude commerciale de l'Audience Research Institute estime que le film peut récolter au maximum 2,4 millions d'USD, moitié moins que les attentes du studio.
Il en va tout autrement dans la communauté afro-américaine. Selon Cohen, l'acteur-consultant Clarence Muse, engagé par le studio, aurait souhaité présenter les Afro-américains du film comme des gens prospères et plus dignes que chez Harris, ce qui aurait été refusé par Disney. Après son départ, il entame une campagne de dénigrement. Muse aurait envoyé des courriers à divers organismes afro-américains pour les avertir de la façon dont le studio prévoyait de décrire les Noirs, les priant de relayer son message. En 1945, le magazine People's Voice évoque les controverses sur la production, article rapidement contredit par le service de presse de Disney. Un dossier du FBI sur Walt Disney, contenant l'article précité de People's Voice, contenait aussi un rapport interne daté du 22 janvier 1945 de trois pages sur des troubles devant le studio avec des Afro-américains.
En raison des difficultés financières du studio des années 1940 les droits musicaux de Mélodie du Sud et Danny, le petit mouton noir (1946) ont été confiés à Santly-Joy renommé par la suite Anne-Rachel Music.
À sa sortie, le film a été commercialisé comme « un événement épique dans l'histoire du cinéma. » La combinaison de l'animation et des scènes d'action est stupéfiante et les transitions sont ingénieuses que ce soit pour la première apparition de l'Oncle Rémus sur un chemin en animation ou des fondus plus intriqués. Pour Maltin, cette commercialisation est une distorsion de la réalité mais Mélodie du Sud est toutefois un film important au sein de la chronologie de la carrière de Disney.

### Première à Atlanta

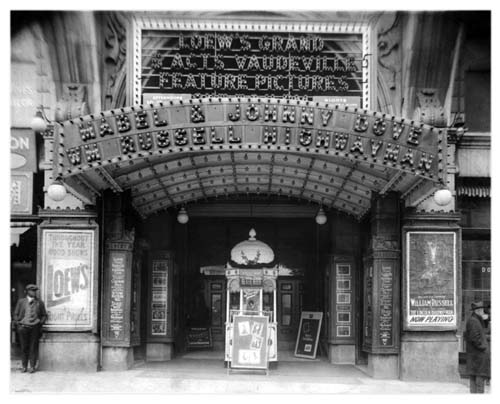
Le cinéma Loew's Grand d'Atlanta en 1920.

Le 6 novembre 1946, Walt Disney quitte la Californie pour se rendre à Atlanta. La première du film a lieu le 12 novembre 1946 au Loew's Grand d'Atlanta mais sans l'acteur principal James Baskett. Selon Michael Barrier, durant le voyage en train vers Atlanta, Walt aurait fait une halte à La Nouvelle-Orléans et aurait fait l'acquisition d'un oiseau mécanique, origine des audio-animatronics. L'actrice Ruth Warrick aurait été assez furieuse de cette absence pour menacer la production de ne pas venir non plus.
Quelques semaines plus tôt, en octobre 1946, un article écrit par Harold Martin et publié le 15 dans le quotidien Atlanta Constitution, indique que l'acteur James Baskett n'était pas le bienvenu dans la ville d'Atlanta qui appliquait encore la Ségrégation raciale empêchant l'acteur de participer aux cérémonies liées à la première du film, en ces termes : « [sa venue] lui causera de nombreux problèmes, car ses sentiments sont les mêmes que n'importe quel homme. ». Certains auteurs ont même écrit que les hôtels de la ville auraient refusé d'accueillir Baskett mais il existait à l'époque des établissements tenus par des Afro-américains comme l'atteste un historique de ces établissements publié en 1999 sur le site hotel-online.com.

### Autres premières et résultat du film

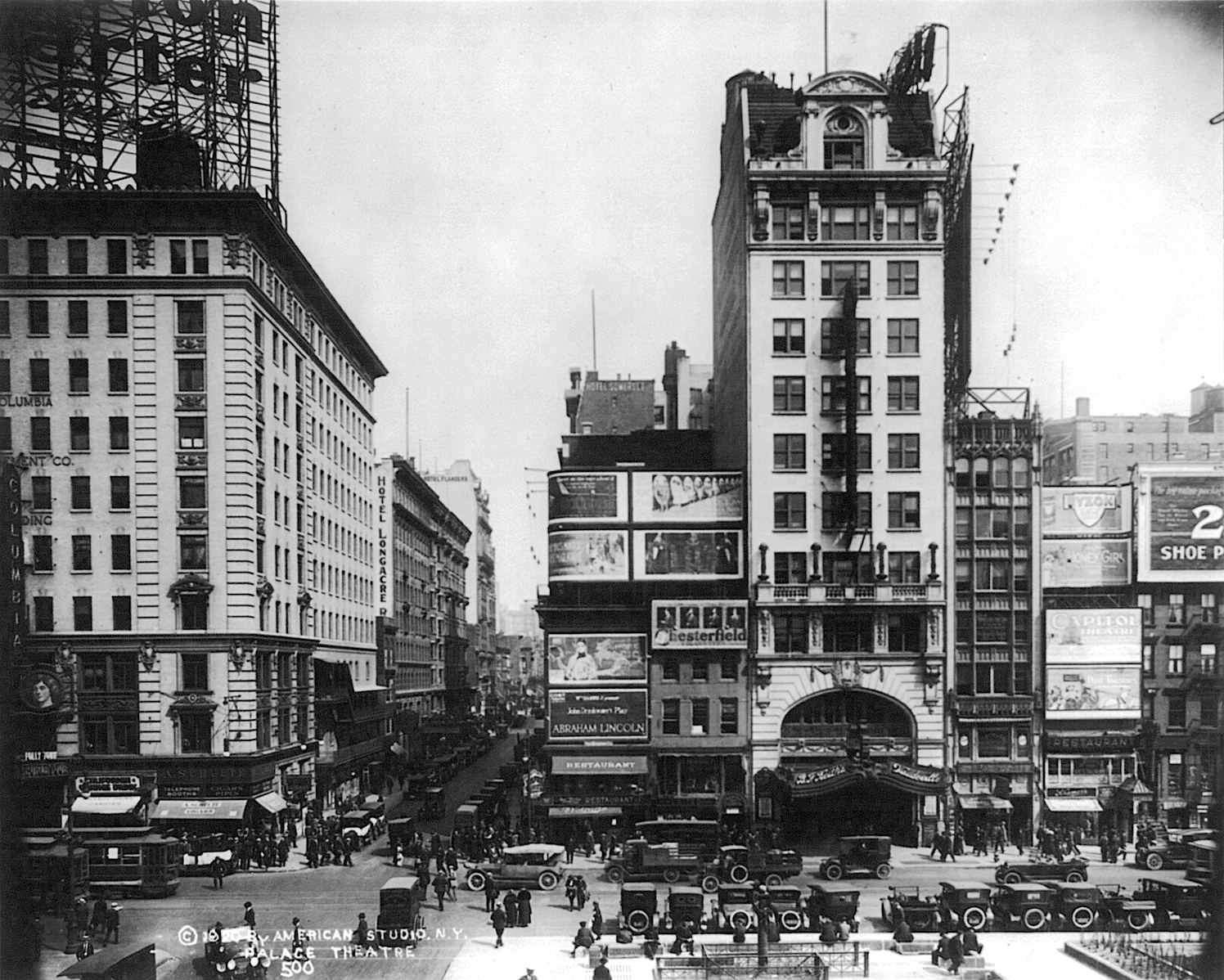
Le Palace Theatre à Times Square en 1920.

Les sorties à New York et dans d'autres grandes villes américaines ont elles été accueillies par des manifestations organisées par la NAACP. À New York, peu avant la sortie, le studio organise une projection pour la presse le 20 novembre à laquelle ont été conviés deux membres du NAACP, qui feront un rapport à Walter White. Le 22 novembre, Walt Disney donne une conférence de presse et, d'après le reportage du New York Herald Tribune, Walt aurait démenti tout antagonisme à l'égard du film et affirmé qu'il y avait toujours quelques radicaux pour exalter des troubles. La sortie new yorkaise a lieu le 27 novembre. En décembre, une manifestation est organisée devant le Palace Theatre à Times Square par la branche théâtre du parti National Negro Congress, de mouvance communiste. D'autres manifestants protestent contre le film en chantant « On s'est battu pour l'oncle Sam, pas pour l'oncle Tom ».
Koenig évoque le cas de l'antenne de Los Angeles de la NAACP qui a aussi organisé des manifestations : Walt y aurait trouvé une justification dans le fait que l'acteur Clarence Muse dirigeait l'antenne et s'était vu refuser le rôle de Rémus, malgré sa participation comme conseiller technique. Cohen déclare ne pas avoir trouvé de mention dans les archives de presse d'autres manifestations que celles de décembre à New York.
Le résultat financier du film est assez modeste. D'après Barrier, le rapport annuel de septembre 1947 indique que La Boîte à musique et Mélodie du Sud ont généré ensemble un bénéfice d'un million d'USD une fois retirés leurs coûts de production. Or à nouveau d'après Barrier, La Boîte à musique a généré 2 millions d'USD de revenus pour un coût de production de 1,37 million d'USD. On peut donc estimer les revenus de Mélodie du Sud à près de 370 000 USD.

### Accueil des critiques
Selon Maltin, le film a reçu par les critiques un accueil mitigé mais unanime. De leurs côtés, Pat Williams et Jim Denney indiquent que le film a été largement apprécié pour ses personnages inoubliables, ses fortes valeurs cinématographiques et sa musique. Pour Thomas, le succès est modeste et son importance est surtout historique comme prémisse des productions futures en prises de vue réelle du studio.
Pour Variety, « les histoires de Johnny l'incompris s'en vont d'emblée et ne nous emportent que (…) quand le bien vivant Oncle Rémus apparaît à la suite de la première séquence animée ». Variety poursuit en disant que « le reste de l'histoire, dont le comportement insuffisamment expliqué des parents, est contrebalancé par les trois séquences d'animation, qui sont du bon boulot, le reste pouvant être coupé ». Cohen, indique toutefois que le journal reprend plusieurs extraits du télégramme de White de la NAACP. Adrian Bailey évoque l'animation du film par ces mots « le vieux mousetro n'a pas perdu la main, il l'a simplement égarée ». Le magazine Ebony a consacré deux pages sur le film, l'une avec une photo pleine page de James Baskett souriant, l'autre de texte assez provocateur titrée Needed: A Negro Legion of Decency (On demande : une ligue pour la vertu Noire).
Bosley Crowther du New York Times indique que « le ratio réalité-animation atteint les deux pour un », ce qu'il considère comme « le ratio entre sa médiocrité et son charme ». Il ajoute que « Peu importe combien de fois on dira que ce n'est qu'une fiction bon enfant, la relation maître-esclave est si affectueusement présentée, avec les Noirs à la révérence, s'effaçant [devant leur maître] et chantant des spirituals la nuit, que l'on jugerait simplement qu'Abraham Lincoln s'est trompé ». Le Times écrit qu'« il aurait été utile que Disney utilise un peu plus d'animation », estimant les deux jeunes acteurs « lassants ».
D'après Time, le film « aurait fait enrager tous les Noirs ayant de l'éducation et un bon nombre de sacrés Yankees », en particulier le personnage de l'Oncle Rémus. Adam Clayton Powell Jr., le représentant du district de Harlem au Congrès aurait jugé ce film « insultant envers les minorités américaines », avec Mon rabbin chez mon curé (1928).

### Ressorties au cinéma et en vidéo
La ressortie du film en 1956 offre l'occasion au label Disneyland Records nouvellement créé d'éditer un disque des musiques du film, qui n'existait pas hormis un disque pour enfant avec narration publié par Capitol Records. Cette adaptation-sélection musicale est la première réalisée par Tutti Camarata, engagé comme producteur et directeur artistique du label.
Malgré une annonce faite en 1969 selon laquelle le film ne ressortirait plus jamais, il ressort au cinéma en 1972 conjointement avec Du vent dans les voiles (1970). La sortie se fait sans aucune protestation. En 1974, Jimmy Johnson est autorisé à contacter Gene Aberbach pour négocier le rachat des droits de Mélodie du Sud (1946) et Danny, le petit mouton noir (1948), et les droits sont récupérés par la Walt Disney Music Company courant 1974 ou au début 1975, avant le départ à la retraite et le décès de Johnson en 1976.
Le film ressort à plusieurs reprises dans les salles de cinémas aux États-Unis comme en 1980 et en 1986 pour son quarantième anniversaire.
Le film a été publié au début des années 1980 sur support VHS au format PAL dans plusieurs pays européens — dont le Royaume-Uni —, d'Amérique latine et d'Asie (dont Hong Kong),. Au Japon, l'édition VHS a été portée au format NTSC sur Betamax et LaserDisc avec sous-titres, du fait que le film y est tombé dans le domaine public,. Une version pirate du LaserDisc japonais au format NTSC a été produite à Hong Kong à partir de la version PAL britannique mais en raison de la conversion de format, cette version accuse une accélération typique de 4 %. Certains pays ont connu des rééditions des VHS officielles en 1991-1992 et en 1997.
Du fait des thématiques et des controverses, le film ne bénéficie pas d'une exploitation sur cassette vidéo aux États-Unis, sous l'impulsion de Michael Eisner, président de la Walt Disney Company, eu égard aux accusations de racisme le visant. Le journaliste Rafik Djoumi relève en 2019 que « [le film] est aujourd'hui officiellement invisible bien que son cas soit régulièrement discuté par chaque nouveau dirigeant du studio ». Aux États-Unis, le film est toutefois accessible grâce à l'édition de livres et livres audio officiels, de versions pirates générées depuis la VHS britannique ou grâce au travail d'amateurs (c'est aussi le cas en Allemagne et en France). Le film n'a jamais été édité en DVD.
Le critique cinématographique Roger Ebert, qui dédaigne normalement toute tentative de garder les films à l'écart de n'importe quel public, soutient la position de non-diffusion, affirmant que la plupart des films Disney deviennent une part de la conscience des enfants américains, ces derniers prenant les films de manière plus littérale que les adultes. Toutefois, il accorde aux étudiants en cinéma l'accès au film.
Aux États-Unis, seuls quelques extraits du film — la scène musicale Zip-a-Dee-Doo-Dah et des séquences animées — existent sur support vidéo, par exemple dans les bonus du DVD Alice au pays des merveilles édité en 2004 ou dans la série télévisée Le Monde merveilleux de Disney. C'est sur ces extraits en animation qu'est basée l'attraction Splash Mountain ouverte en 1989.
Le 10 mars 2006, durant une assemblée des actionnaires de Disney, Robert Iger annonce que malgré les rumeurs d'une éventuelle sortie du film en DVD, celle-ci n'est pas envisagée. L'année suivante, durant l'assemblée de mars 2007, Iger annonce que la société reconsidère sa position et réétudie la possibilité de publier le film. Mais deux mois plus tard, la société rétropédale sur une ressortie, mais cela n'apaise pas les rumeurs. Iger en 2011 déclare que le film serait mal ressenti pour plusieurs spectateurs, même si une nouvelle exploitation serait rentable. En 2019, à la suite du lancement de Disney+, le service de streaming qui doit offrir la filmographie des productions Disney, il est révélé que Mélodie du Sud est absent de la plateforme, Iger estimant que le film « n'est pas approprié dans le monde actuel »,.

### Distinctions
À la 20e cérémonie des Oscars en 1948, le film gagna deux statuettes.
- Oscar de la meilleure chanson originale – Allie Wrubel et Ray Gilbert pour Zip-a-Dee-Doo-Dah
- Oscar d'honneur remis à James Baskett « pour sa formidable et chaleureuse interprétation de l'Oncle Rémus, ami et conteur d'histoires des enfants du monde entier »[69],
- Nomination à l'Oscar de la meilleure musique de film – Daniele Amfitheatrof, Paul J. Smith et Charles Wolcott

## Analyse
Certains auteurs à l'instar de Mark Pinsky ont décidé de ne pas traiter ce film dans leurs études des productions Disney, Pinsky justifie sa position par le fait que Les Trois Caballeros et Mélodie du Sud sont « trop offensants et épisodiques. » Plusieurs journalistes se sont demandé en raison de l'importance de l'oncle Rémus, conteur et acteur, pourquoi le film n'avait pas pris le nom de ce personnage au lieu de Mélodie du Sud. De son côté la NAACP, par l'intermédiaire d'un télégramme de Walter White émis le 27 novembre, note le « remarquable mérite artistique » mais prévient que le film « donne une impression de relation maître-esclave idyllique. »

### Réussite technique
Pour Maltin, le film est essentiellement soutenu par « les parties animées qui apportent la joie, une gaieté qui les rend absolument irrésistibles, qui sont peuplées de joyeuses chansons ». Il ajoute que la couleur de ces séquences est beaucoup plus brillante et intense que la plupart des films en prises de vue réelle, une caractéristique des productions de Disney des années 1940. Les séquences avec acteurs sont toutefois, pour Maltin, sources de plusieurs bonnes choses telles que la chaleur, l'humour et le côté poignant de James Baskett comme dans la scène où Hattie McDaniel fait manger à Baskett une tarte aux pommes. Pour Frank Thomas et Ollie Johnston, la qualité du film provient de trois composantes : l'important travail au niveau du storyboard de William Peed (surnommé Bill Peet), le dessin des personnages d'animation et l'admirable travail des acteurs ayant prêté leurs voix dont James Baskett.
Pour John Grant, Mélodie du Sud représente une importante étape transitionnelle entre les longs métrages d'animation qui ont fait le renom de Disney et les films en prises de vues réelles populaires qui ont, eux aussi mais plus tard, donné leurs lettres de noblesse aux studios Disney. Grant rappelle que si Disney avait déjà expérimenté le mélange de l'animation avec la prise de vue réelle dans plusieurs films dont Les Trois Caballeros, alors que dans ce dernier l'animation est encore au centre du film, Mélodie du Sud penche du côté de la prise de vue réelle, l'animation devenant un second rôle. Il ajoute que même si ce film n'est pas un grand de Disney, il est agréable à regarder, l'animation et les effets spéciaux étant superbes.
Mélodie du Sud marque le début d'un genre spécifique, le mélange de l'animation et de la prise de vue réelle que le studio Disney réutilise rapidement avec Danny, le petit mouton noir, sorti en 1949 et entamé dès 1946. Le plus célèbre film du studio dans le même genre est Mary Poppins (1964). Walt Disney organisa une projection de Mélodie du Sud pour convaincre ses équipes de la pertinence de l'animation dans Mary Poppins. Frank Thomas et Ollie Johnston évoquent des conséquences dans l'aspect général du film dues à la juxtaposition d'animation et de prises de vues réelles, comme le fait que les prises n'ont presque jamais le bon angle pour mettre à leur avantage les personnages animés. Une autre conséquence est l'aspect plat et sans volume des animations par rapport aux acteurs ainsi que l’impossibilité d'avoir la même luminosité. Ils notent toutefois une scène dans Mélodie du Sud où tout s'accordent à la perfection pendant juste un instant, lorsque l'Oncle Rémus pêche aux côtés d'un vieux crapaud.

### Accusation de racisme
Après sa sortie, le film a été l'objet de nombreuses controverses essentiellement liées à l'image des Afro-Américains renvoyée par le film. Les réactions des associations afro-américaines sont très partagées, « entre un refus net de son image idéalisée des relations entre les esclaves affranchis et leurs anciens maîtres, et les efforts techniques des équipes Disney pour inscrire ce folklore dans un écrin de prestige ». La National Urban League considère le film comme une « énième répétition de la perpétuation du stéréotype plaçant les Noirs dans un rôle de serviteurs, les décrivant comme indolents et crédules ». Le National Negro Congress organise plusieurs manifestations pour dénoncer une « insulte au peuple noir ». Le Pittsburgh Courier, hebdomadaire afro-américain, le considère à l'inverse comme un « geste de bonne volonté inestimable ». Norma Jensen, de la National Association for the Advancement of Colored People, souligne que le film est « si chatoyant sur le plan artistique qu’il devient difficile d’être scandalisé par ses clichés ». Donald Bogle dans Toms, Coons, Mulattoes, Mammies and Bucks: An Interpretative History of Blacks in Films critique cette représentation stéréotypée d'esclaves serviles d'un autre temps, propos repris par Alex Wainer.
Pour un porte-parole de studio dans une interview donnée au journal PM, le film ne décrit pas l'esclavage car il se déroule après la Guerre de Sécession. Il ajoute que Disney n'essayait pas de faire passer un quelconque message mais cherchait dans un effort sincère à dépeindre le folklore américain et à mettre en images les contes de l'Oncle Rémus,. Toutefois, Marc Eliot dans sa biographie de Walt Disney, publiée en 1993, associe Mélodie du Sud et Le Livre de la jungle pour dénoncer « les notions de genre, race et classe propagées au-delà des stéréotypes » par Walt Disney. Pat Williams et Jim Denney ont envers le film la même approche que ce porte-parole du studio envers son directeur : le film ne possède pas plus de sentiments racistes que d'autres productions de l'époque comme Autant en emporte le vent (1939). Norma Jensen, membre de l'équipe déclare simplement que le film contient « tous les clichés du livre ».
Grant indique que de nombreuses critiques, surtout dans les années 1980 et 1990, ont estimé que le film présentait dans plusieurs séquences un racisme patronal. Il se demande si ces critiques ne souhaitaient pas avoir une version de Huckleberry Finn avec un Jim qui ne serait pas un esclave en fuite. Williams et Denney évoquent le fait que Rémus est « un ancien esclave qui réside encore dans une plantation et aide les autres personnages à résoudre leurs problèmes et à restaurer des relations brisées » au moyen d'histoires contées.
Steven Watts cherche quant à lui à faire un historique du racisme chez Disney. Il retrouve ainsi dans une lettre de Walt à son frère Roy de 1928 ce qu'il considère comme des tournures racistes : Walt semble être fier que ses techniciens et musiciens « travaillent comme des nègres ». Watts évoque aussi la controverse raciale autour du groupe de corbeaux du film Dumbo (1941) apparue dans les années 1960. Plusieurs auteurs considèrent le groupe de corbeaux comme « une caricature raciste de la population afro-américaine » ou « des caricatures de nègres trop évidentes ».
Lynda Haas, Elizabeth Bell et Laura Sells développent un parallèle entre Mélodie du Sud et Le Livre de la jungle, les deux films faisant régulièrement appel à des stéréotypes racistes, le second plus récent masquant pour les auteurs ces traits sous un certain esthétisme et une déshumanisation par l'usage de personnages animaliers. Pour Mark Arnold, le film n'est pas aussi controversé que la légende veut le faire croire surtout comparé à d'autres films comme L'Esclave libre (1957) avec Clark Gable. Arnold explique que Mélodie du Sud se déroule durant la période de reconstruction après la Guerre de Sécession, avec l'Oncle Rémus en héros de la résistance, alors que L'Esclave libre se déroule avant.
A contrario, des ségrégationnistes ont soupçonné le film d'accompagner l'effort du gouvernement dans la campagne dite du « Double V » (en) liée à la Seconde Guerre mondiale : un « V » pour la victoire militaire sur les armées nazies et nippones et un autre « V » pour la victoire sur l'esclavage et la tyrannie.
Rafik Djoumi souligne que la lecture raciste du film « est d'autant plus ironique que l’auteur des nouvelles originales de L'Oncle Remus, Joel Chandler Harris, s'est essentiellement nourri de la tradition orale afro-américaine de son enfance. Lui-même fervent partisan de la réconciliation raciale, il voyait ses récits comme une façon de « conserver de façon permanente ces curieux souvenirs d'une période qui sera sans doute tristement mal représentée par les historiens du futur » ».

## Adaptations et réutilisations

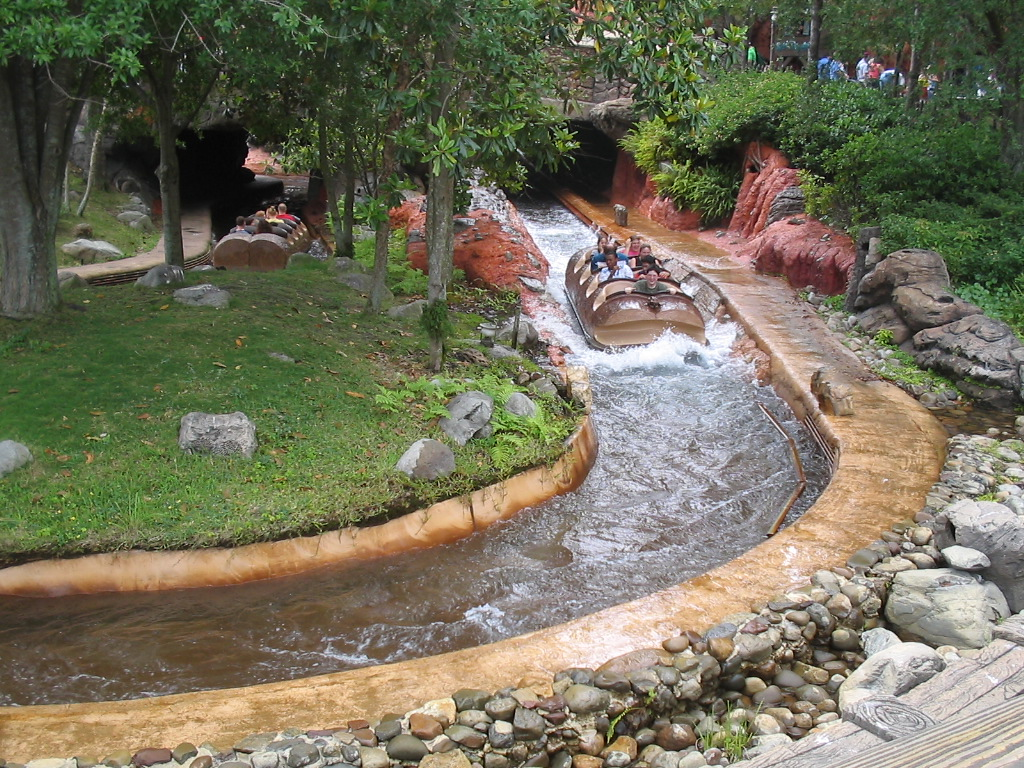
L'attraction Splash Mountain.

Les séquences d'animation ont été réutilisées comme courts métrages d'animation dans les émissions de télévision de Disney. Frère Lapin, Frère Renard et Frère Ours ont été les vedettes de nombreuses bandes dessinées à partir de 1946 sous les noms de Bibi Lapin, Basile et Boniface. C'est d'ailleurs par la publication d'une série de comic strips hebdomadaires à partir du 14 octobre 1945 que le film fut lancé. La publication nommée Uncle Remus Sunday Color Page s'arrête le 31 décembre 1972.
L'œuvre de Joel Chandler Harris a également inspiré la série Jojo Lapin (en anglais Brer Rabbit) de la romancière britannique Enid Blyton.
La chanson du film Zip-a-Dee-Doo-Dah a été reprise de nombreuses fois : par exemple dans le court métrage À la soupe ! (1948) avec Donald Duck et ses neveux. Durant des décennies, elle sert de générique d’ouverture aux émissions télévisées de Disney (par exemple l'émission française Disney Channel entre 1985 et 1988) ainsi que de thème récurrent dans les parcs d'attraction,.
Dans Qui veut la peau de Roger Rabbit (1988), Eddie Valiant est accueilli par les oiseaux-chanteurs du film lors de son arrivée à Toontville. On aperçoit également Frère Renard et Frère Ours dans la scène finale.
L'attraction Splash Mountain, imaginée par Tony Baxter utilise comme thème l'histoire du film avec ses personnages et sa musique et a été construite dans les parcs du Magic Kingdom à Walt Disney World Resort, Disneyland et Tokyo Disneyland,. L'association de cette attraction au film Mélodie du Sud est selon Koenig arrivée par accident. Trois facteurs sont à l'origine de ce fait : la nécessité poussée par Dick Nunis de créer une attraction de type bûches, la fermeture de l'attraction America Sings et le manque de visiteurs dans la section Bear Country de Disneyland. En 2020, la division Parks de Disney annonce retravailler les versions Disney World et Disneyland de l'attraction afin d'effacer les références à Mélodie du Sud. L'attraction qui lui succède, Tiana's Bayou Adventure, est inaugurée en 2024.
Le film a été parodié dans l'émission télévisée américaine Saturday Night Live,.
 Sauf indication contraire, les informations mentionnées dans cette section peuvent être confirmées par la base de données cinématographiques IMDb,  présente dans la section « Liens externes ».